# 長岡寛介

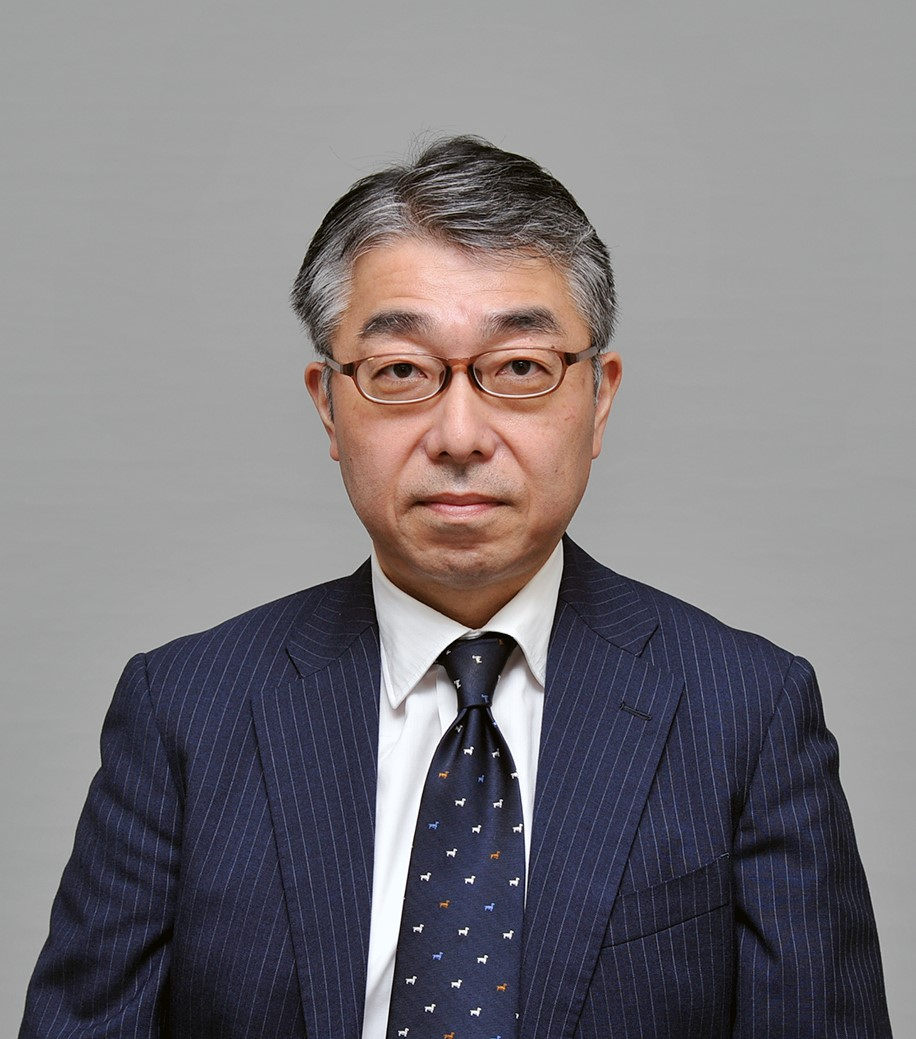
在チェコ日本国大使館ウェブページより（令和3年9月）

長岡 寛介（ながおか かんすけ、1967年〈昭和42年〉3月24日 - ）は、東京都出身の日本の外交官。
大臣官房審議官、中東アフリカ局長などを経て、2024年2月から、駐チェコ大使を務める。

## 略歴
- 1989年3月　慶応義塾大学法学部卒業
- 1989年4月　外務省入省
- 2005年8月　在イスラエル日本国大使館 一等書記官
- 2006年1月　在イスラエル日本国大使館 参事官
- 2007年8月　在イラク日本国大使館 参事官
- 2009年5月　国際協力局多国間協力課 交渉官
- 2009年7月　国際協力局地球規模課題総括課専門機関室長
- 2010年8月　国際法局社会条約官室社会条約官
- 2011年8月　中東アフリカ局中東第一課長
- 2013年8月　在イラク日本国大使館 参事官
- 2015年1月　在イラク日本国大使館 公使
- 2015年7月　在ジュネーブ国際機関日本政府代表部 公使
- 2018年1月　大臣官房参事官兼総合外交政策局（大使）､アジア大洋州局南部アジア部
- 2019年7月　大臣官房参事官兼中東アフリカ局､中東アフリカ局アフリカ部､領事局
- 2019年12月　大臣官房審議官兼中東アフリカ局､中東アフリカ局アフリカ部､領事局
- 2021年9月　中東アフリカ局長
- 2021年9月　中東アフリカ局長（大使）
- 2024年2月　チェコ国駐箚 特命全権大使

## 同期
- 相航一（23年アメリカ特命全権公使・21年アメリカ公使）
- 赤堀毅（24年外務審議官（経済担当）・22年地球規模課題審議官）
- 赤松秀一（21年上海総領事）
- 安藤俊英（24年中東アフリカ局長・22年領事局長）
- 市川恵一（23年内閣官房副長官補・22年総合外交政策局長・20年北米局長）
- 岡井朝子（23年バーレーン大使・18年国連事務次長補）
- 加納雄大（23年ユネスコ大使・22年内閣府国際平和協力本部事務局長・21年南部アジア部長）
- 城内実（14年外務副大臣・03年衆議院議員）
- 齋田伸一（23年国際平和協力本部事務局長・22年アフリカ部長・20年アメリカ公使・16年エチオピア大使）
- 志水史雄（22年大臣官房長・20年中華人民共和国公使、18年アフリカ連合代表部大使）
- 曽根健孝（22年在ロサンゼルス総領事）
- 田村政美（23年外務省研修所長・20年インドネシア公使）
- 浜田隆（23年瀋陽総領事・21年内閣情報調査室内閣審議官兼国際テロ情報集約室次長）
- 中込正志（22年欧州局長・21年内閣総理大臣秘書官）
- 鯰博行（25年外務審議官（政務担当）・23年アジア大洋州局長・22年経済局長・21年国際法局長）
- 星野芳隆（23年エルサルバドル大使・21年スポーツ庁審議官）
- 松永健（23年トロント総領事）
- 山本恭司（19年フィリピン公使）
- 米谷光司（21年アフリカ部長・17年ジブチ大使）